# Heteragrion palmichale
Heteragrion palmichale är en trollsländeart som beskrevs av Hartung 2002. Heteragrion palmichale ingår i släktet Heteragrion och familjen Megapodagrionidae. Inga underarter finns listade i Catalogue of Life.